# Igor Lukšić

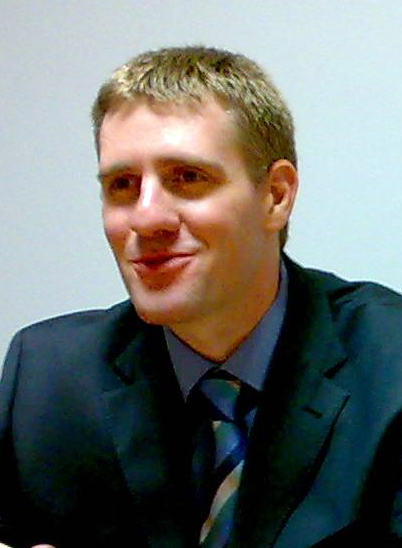
Igor Lukšić (September 2008)

Igor Lukšić (* 14. Juni 1976 in Bar, SR Montenegro, Jugoslawien) ist ein montenegrinischer Politiker der Demokratischen Partei der Sozialisten Montenegros. Von 2012 bis 2016 war er Außenminister seines Landes.
Von 2004 bis 2010 war Lukšić Finanzminister von Montenegro. Als Ministerpräsident Milo Đukanović im Dezember 2010 seinen Rücktritt ankündigte, schlug er Lukšić als seinen Nachfolger vor. Dieser trat das Amt offiziell am 29. Dezember 2010 an. Als Đukanović nach den Wahlen 2012 erneut Ministerpräsident wurde, machte er Lukšić zum Außenminister im neuen Kabinett.